# Colegio PP. Escolapios (Zaragoza)
El Colegio PP. Escolapios, Escuelas Pías o Colegio Padres Escolapios es un colegio situado en la zona centro de la ciudad de Zaragoza (Aragón, España). Fue fundado con el nombre de colegio de Santo Tomás de Aquino de las Escuelas Pías de Zaragoza, a finales de la primera mitad del siglo XVIII, en 1731 y abrió sus puertas en 1740.  
Tiene 937 estudiantes. Hasta aproximadamente el año 1990 este colegio fue solo para chicos. Tiene los siguientes estudios:
- Aula 2 años
- Educación infantil
- Educación primaria
- Educación secundaria
- Bachillerato

Se comienzan los estudios a los 2 años, finalizando a los 18. Es un colegio concertado, pagado por el estado pero gestionado por el propietario privado.

## Historia
Los Padres Escolapios llegaron a Zaragoza el 27 de octubre de 1731. El 19 de febrero de 1740 abrió sus puertas el colegio de las Escuelas Pías con el patrocinio del prelado Tomás Crespo Agüero. 
La iglesia se construyó entre 1736 y 1740. 
Fue proyectada y dirigida su ejecución por Francisco de Velasco. Participaron los canteros Juan Bautista Erizmendi y Juan López de Insausti. 
De este antiguo edificio, en el que estudiaron, entre otros, Francisco de Goya y José de Palafox, solo se conserva la iglesia y el patio de Palafox, tras la reforma realizada en los siglos XIX y XX. La nueva fachada fue diseñada por José de Yarza Echenique.

## Profesores ilustres
- Pedro Díez Gil[3]
- Dionisio Cueva
- Blas Aínsa Domeneque[4][5]
- Dionisio Pamplona Polo
- Pedro Recuenco
- Basilio Boggiero Spotorno
- Pío Cañizar[6]
- Ildefonso Manuel Gil

## Alumnos ilustres
- Francisco de Goya
- Francisco Bayeu
- Manuel Bayeu
- Ramón Bayeu
- General Palafox, defensor de Zaragoza frente a los franceses y héroe de los Sitios
- Santiago Sas, héroe de los Sitios
- Ángel Sanz Briz el Ángel de Budapest.
- Basilio Sancho de Santa Justa, arzobispo de Manila,
- Antonio María Cascajares
- Miguel Asín Palacios
- Juan Pablo de Aragón y de Azlor duque de Villahermosa
- Cipriano Muñoz y Manzano conde de la Viñaza
- José Sanjurjo
- Martín de Garay
- Francisco Tadeo Calomarde
- Manuel Marracó
- Basilio Paraíso Lasús
- Javier de Quinto
- Vicente de la Fuente
- Jerónimo Borao y Clemente
- Antonio de Gregorio Rocasolano
- Severino Aznar
- Bernardino Montañés
- Carlos Palao
- Jesús Guridi
- Ricardo Magdalena
- Juan Francisco de Plano
- José María Matheu Aybar
- Manuel Abella
- Francisco Loscos Bernal
- Martín Zapater